# Siemens EuroSprinter
Siemens EuroSprinter – rodzina lokomotyw elektrycznych produkowanych przez Siemens Mobility, przeznaczonych do prowadzenia różnego rodzaju pociągów towarowych lub pasażerskich.
W Polsce otrzymały oznaczenie EU44 i EU45 i są eksploatowane m.in. przez PKP Intercity i PKP Cargo. Lokomotywy otrzymały nazwę potoczną "Husarz"

## Historia
W 1997 roku Siemens wygrał przetarg na 50 lokomotyw dla Austriackich Kolei Federalnych  (ÖBB). Oferta została zaprojektowana jako lokomotywa ES64U2 ze specjalnie zaprojektowanym wózkiem firmy Simmering-Graz-Pauker (SGP Graz). Podstawą rozwoju były lokomotywy Baureihe 152 i Baureihe 120 niemieckich kolei. Od 2001 r. lokomotywy te jako seria Rh1016 eksploatowane są na napięciu 15 kV oraz seria Rh1116 eksploatowana na napięciach 15 kV i 25 kV dla ruchu transgranicznego na Węgrzech, w Czechach i na Słowacji.

## Konstrukcja
Głównym elementem EuroSprintera jest transformator pokładowy umieszczony pod podłogą przedziału maszynowego, szafy elektryczne umieszczone po bokach korytarza oraz cztery silniki trakcyjne, po dwa na każdy wózek. W zależności od rodzaju zasilania wykorzystywany jest osobny zestaw obsługi silników napędowych. Składa się z prostowników oraz trzech zestawów uzwojeń. W zależności od systemu trakcji (15 kV 16 2/3 Hz lub 25 kV 50 Hz)
jednofazowy prąd przemienny jest transformowany w transformatorze głównym - obniżane jest jego napięcie, następnie prąd przemienny zamieniany jest na prąd stały w prostowniku a następnie prąd stały zamieniany jest w falowniku na prąd przemienny trójfazowy o regulowanej częstotliwości.
Cały proces wynika z zastosowania indukcyjnych silników klatkowych (są to silniki asynchroniczne) do napędu lokomotywy. Każdy z czterech silników posiada indywidualny falownik stąd kontrola ewentualnego poślizgu osi odbywa się niezależnie.
Jeśli lokomotywa zasilana jest prądem stałym (Trakcja 3 kV DC np. Polska), wtedy prąd stały kierowany jest bezpośrednio do falowników z pominięciem sekcji transformatora i prostowników.
Kabiny sterownicze umieszczone są na krańcach lokomotywy, podobnie jak w przypadku elektrowozu Bombardier Traxx. Eurosprinter wyposażony jest także w wieżowy, wentylatorowy system chłodzenia silników trakcyjnych i przetwornic. W zależności od wersji Eurosprinter może być zasilany prądem stałym o napięciu 3 kV lub prądem przemiennym o napięciu 15 lub 25 kV (p. zestawienie poniżej) – lokomotywy z power-packiem VI – Włochy i Polska lub VO – Niemcy, Polska, lub tylko 3 kV – elektrowozy z power-packiem VP – tylko dla Polski (jednosystemowe).

## Wersje
Nazwa producenta ES64 to skrót od nazwy lokomotywy EuroSprinter. Liczba oznacza dwie pierwsze cyfry mocy znamionowej (6400 kW). U oznacza oznaczenie lokomotywy uniwersalnej. Litera P oznacza lokomotywę prototypową, litera F oznacza lokomotywę towarową. Lokomotywy są eksploatowane na napięciach: 15 kV 16,7 Hz i 25 kV 50 Hz. Czterosystemowe lokomotywy są eksploatowane dodatkowo na napięciach 1,5 kV i 3 kV prądu stałego.
| Typ    | Układ osi | Długość   | Masa  | Moc          | Siła pociągowa | Prędkość maksymalna | Zasilanie | Zasilanie | Zasilanie | Zasilanie | Rozpoczęcie eksploatacji |             |
| Typ    | Układ osi | Długość   | Masa  | Moc          | Siła pociągowa | Prędkość maksymalna | DC        | DC        | AC        | AC        | Rozpoczęcie eksploatacji |             |
| Typ    | Układ osi | Długość   | Masa  | Moc          | Siła pociągowa | Prędkość maksymalna | 1,5 kV    | 3 kV      | 15 kV     | 25 kV     | Rozpoczęcie eksploatacji |             |
| ------ | --------- | --------- | ----- | ------------ | -------------- | ------------------- | --------- | --------- | --------- | --------- | ------------------------ | ----------- |
| ES64P  | Bo’Bo’    | 19 280 mm | 86 t  | 6400 kW      | 300 kN         | 230 km/h            | Nie       | Nie       | Tak       | Nie       | 1992                     |             |
| ES64U2 | Bo’Bo’    | 19 280 mm | 86 t  | 6400 kW      | 300 kN         | 230 km/h            | Nie       | Nie       | Tak       | Tak       | 2000                     |             |
| ES64U4 | Bo’Bo’    | 19 580 mm | 86 t  | 6400 kW      | 300 kN         | 230 km/h            | Tak       | Tak       | Tak       | Tak       | 2005                     | [ 1 ]       |
| ES64F  | Bo’Bo’    | 19 580 mm | 86 t  | 6400 kW      | 300 kN         | 140km/h             | Nie       | Nie       | Tak       | Nie       | 1996                     |             |
| ES64F4 | Bo’Bo’    | 19 580 mm | 86 t  | 4200-6400 kW | 300 kN         | 140km/h             | Tak       | Tak       | Tak       | Tak       | 2003                     | [ 2 ] [ 3 ] |
| DSB EG | Co’Co’    | 20 950 mm | 129 t | 6500 kW      | 400 kN         | 140km/h             | Nie       | Nie       | Tak       | Tak       | 1999                     |             |

### ES64P

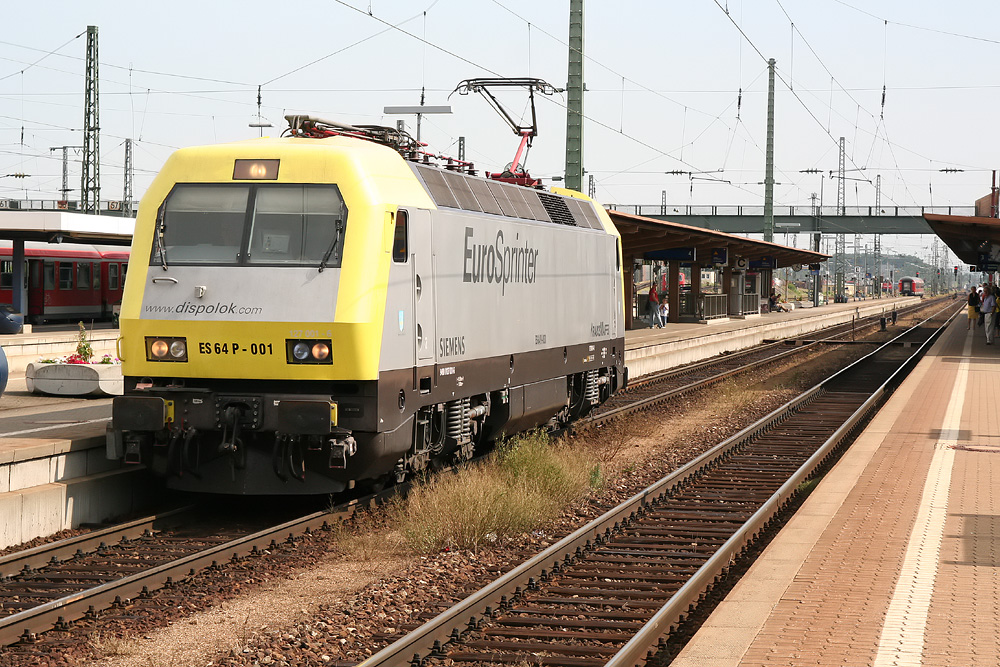
Prototypowa ES64P-001 przy peronie na dworcu Ingolstadt Hauptbahnhof

ES64P (Baureihe 127) – niemiecka lokomotywa wyprodukowana w 1992 roku dla DB. Została wyprodukowana tylko 1 sztuka. Jest ona protoplastą lokomotyw Siemens ES64 EuroSprinter. Na początku 1990 było widoczne w niemieckiej Kolei Federalnej że eksploatowane lokomotywy, które do tego czasu opanowały większość trakcji elektrycznej w Niemczech, powinny zostać wycofane. Powstał zatem projekt lokomotywy z napędem asynchronicznym (Trójfazowe silniki asynchroniczne) Baureihe 127. W 1998 roku maszyna ustanowiła światowy rekord prędkości dla lokomotyw z napędem asynchronicznym, wynoszący 310 km/h.

### ES64F

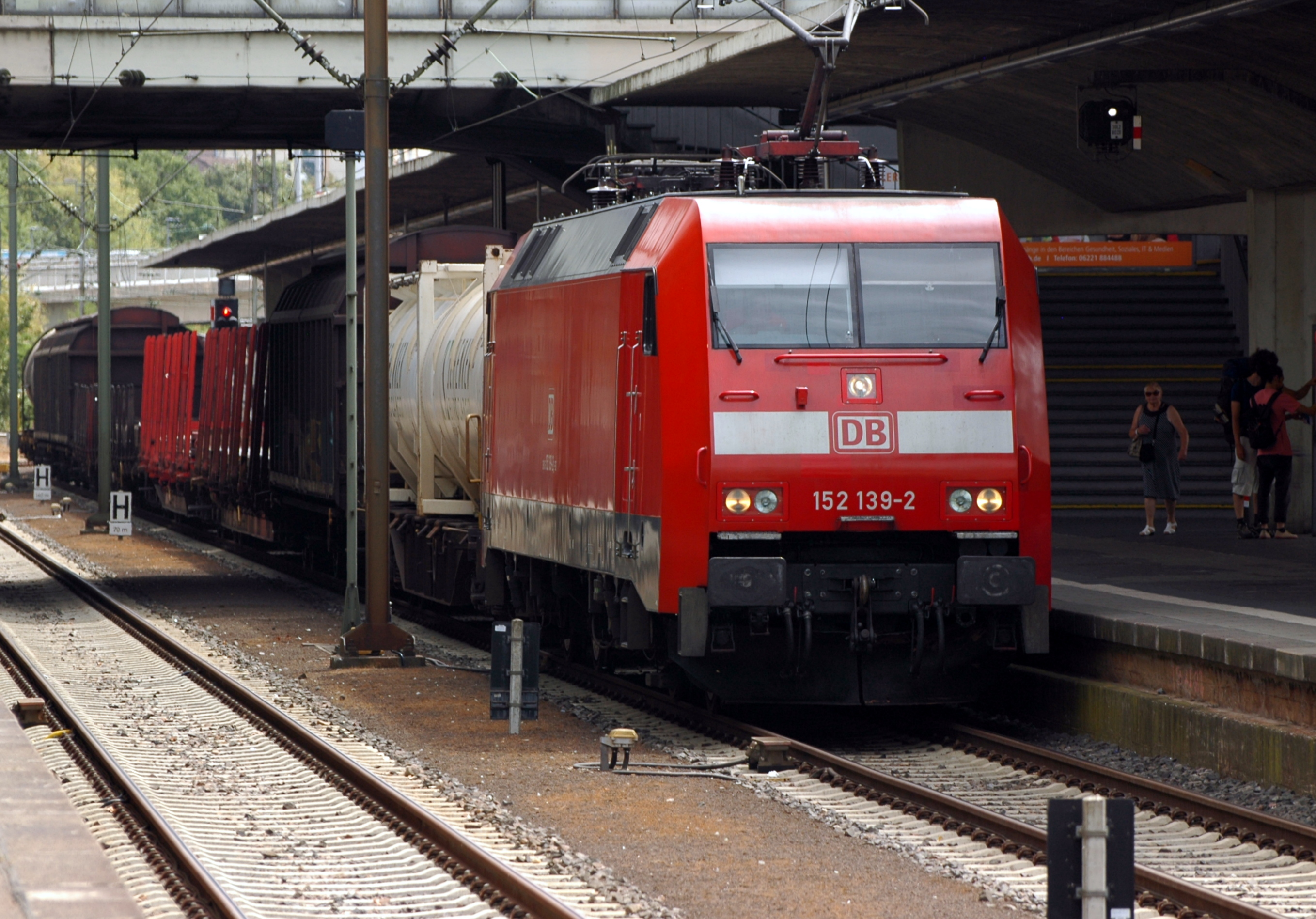
Siemens serii 152 w Heidelbergu

ES64F (Baureihe 152) – niemiecka lokomotywa produkowana w latach 1997–2000 dla DB Cargo. Zostały wyprodukowane w liczbie 80 sztuk. Są używane w pociągach towarowych. Na początku 1990 było widoczne w niemieckiej Kolei Federalnej, że eksploatowane lokomotywy, które do tego czasu opanowały większość trakcji elektrycznej w Niemczech, powinny zostać wycofane. Zatem powstał projekt lokomotywy napędzanej silnikami asynchronicznymi Baureihe 152 do pociągów towarowych.

### OSE-Baureihe 120
To jest wersja eksportowa przeznaczona dla kolei greckich. Jest to lokomotywa przeznaczona do prowadzenia pociągów pasażerskich. Lokomotywy są eksploatowane w Grecji jako seria 129. Zostały zamówione wobec braku lokomotyw pasażerskich. Zostało wyprodukowanych 30 lokomotyw elektrycznych. Maksymalna prędkość lokomotyw wynosi 200 km/h.

### DSB-Baureihe EG
To jest wersja eksportowa przeznaczona dla kolei duńskich. Jest to lokomotywa przeznaczona do prowadzenia pociągów towarowych. Zostały zamówione wobec braku lokomotyw towarowych. Zostało wyprodukowanych 13 lokomotyw elektrycznych. Maksymalna prędkość lokomotyw wynosi 140 km/h.

### ES64U2
ES64U2 to lokomotywa dostarczona dla Austriackiej Federalnej Kolei (ÖBB) i lokomotywy te jako seria Rh1016 eksploatowane są na napięciu 15 kV oraz seria Rh1116 eksploatowana na napięciach 15 kV i 25 kV dla ruchu transgranicznego na Węgrzech, w Czechach i na Słowacji.
Deutsche Bahn AG zamówiły 25 sztuk lokomotyw elektrycznych pod nazwą serii BR182. Węgierskie koleje MAV posiadają 10 lokomotyw Rh1047, a ponadto istnieje wiele prywatnych firm kolejowych w Niemczech, Austrii i na Węgrzech które posiadają takie lokomotywy.

### ES64U4
ES64U4 to uniwersalna 4 systemowa lokomotywa elektryczna o mocy 6,4 MW przystosowana do zasilania prądem stałym lub przemiennym, produkowana przez niemiecką firmę Siemens Mobility (koncern Siemens AG). Jej głównym przeznaczeniem jest rynek przewozów pasażerskich, prędkość konstrukcyjna wynosi 230 km/h.
Austriacka Federalna Kolej posiada 50 lokomotyw elektrycznych ES64U4. Koleje Słoweńskie posiadają 32 lokomotywy elektryczne ES64U4. 5 lokomotyw elektrycznych ES64U4-G posiada niemiecka kolej Regentalbahn, 2 lokomotywy elektryczne posiada kolej prywatna RTS w Salzburgu. Kolejne dziesięć z nich jest na posiadaniu spółki PKP Intercity
Lokomotywa z serii ES64U4 (dostarczone później jako ÖBB 1216 050), w dniu 2 września 2006 roku z wagonem testowym na nowym odcinku Norymberga-Ingolstadt pomiędzy stacjami Kinding i Allersberg na odcinku Autohof Hilpoltstein przy maksymalnej prędkości 357 km/h, ustanowiła nowy rekord świata dla lokomotyw.

### ES64F4
ES64F4 to towarowa lokomotywa elektryczna. Maksymalna prędkość elektrowozu wynosi 140 km/h co stwarza możliwości wykorzystania jej w ruchu pasażerskim. Wyposażona jest także w systemy bezpieczeństwa stosowane na kolejach Niemiec i Szwajcarii. Eurosprinter posiada także system odzyskiwania energii kinetycznej hamowanego składu. Z technicznego punktu widzenia jest to hamowanie rekuperacyjne (odzyskowe) choć w żargonie kolejowym używa się określenia "hamowanie dynamiczne".
Ten rodzaj hamowania polega na tym że silniki trakcyjne pracują jak prądnice napędzane masą pojazdu. Wytworzona energia elektryczna może być oddana z powrotem do sieci trakcyjnej lub jeśli nie ma takiej możliwości (brak odbioru z zasięgu sekcji, brak innej lokomotywy która by tę energię wykorzystała) jest wytracana na ciepło w rezystorach hamowania dynamicznego.

## Eksploatacja

### Deutsche Bahn
Na sieci Deutsche Bahn wykorzystywana jest przede wszystkim w prowadzeniu pociągów towarowych, rzadziej w ruchu pasażerskim (prowadzenie pociągów typu push-pull, okazjonalnie InterCity) – większość E189 należy do spółki DB Cargo, która prowadzi przewozy kontenerowe.

### Polska
W 2006 roku w IPS Tabor w Poznaniu odbyły się testy EuroSprintera ES64F4 o numerze E189-911, była to pierwsza lokomotywa z rodziny EuroSprinter, która pojawiła się w Polsce.

#### CTL Logistics

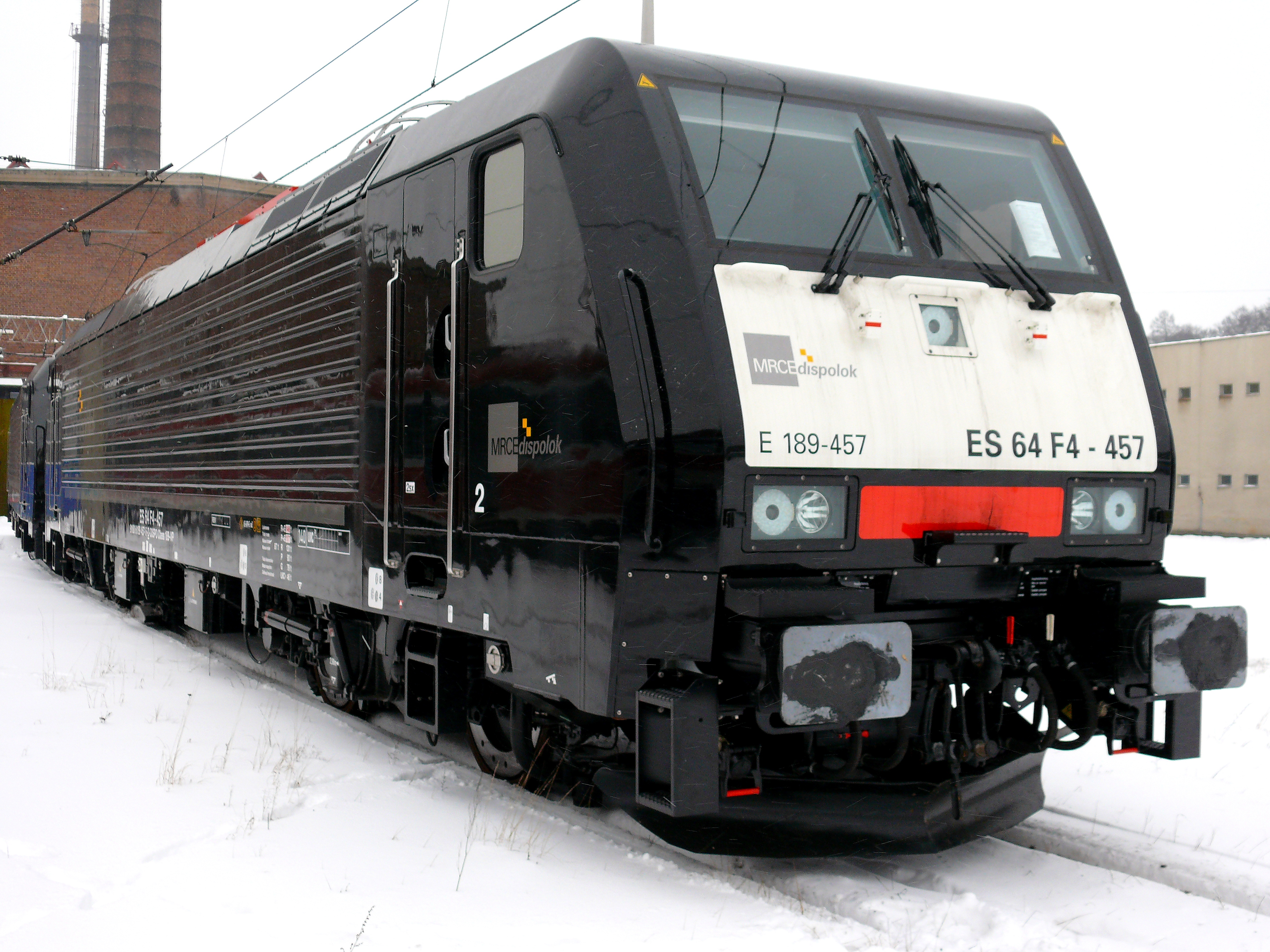
Lokomotywa E189-457 należąca do MRCE Dispolok

Pierwszy EuroSprinter pojawił się w Polsce w normalnej eksploatacji w 2007 roku. Była to lokomotywa typu ES64F4 (niemieckie oznaczenie E189) będąca własnością spółki Siemens-Dispolok eksploatowana przez CTL Logistics.
Na początku 2010 roku CTL Logistics eksploatowało 3 elektrowozy typu ES64F4.

#### Przewozy Regionalne
2 lutego 2010 na dworcu w Szczecinie Przewozy Regionalne zaprezentowały lokomotywę typu ES64F4, następnie rozpoczęto jazdy testowe w ramach obsługi połączeń interREGIO. W marcu przewoźnik wyleasingował kolejne 8 lokomotyw. Testy zakończono 5 lipca.

#### PKP Intercity

##### ES64U4Husarz
Pod koniec czerwca 2008 PKP Intercity podpisało umowę z Siemensem na dostawę 10 lokomotyw Eurosprinter ES64U4 Taurus. W wyniku konkursu przeprowadzonego we wrześniu lokomotywy otrzymały przydomek Husarz. Lokomotywa otrzymała polskie oznaczenie EU44.
W połowie listopada 2008 zaprezentowano pierwszy egzemplarz w fabryce Siemensa w Linzu, a 18 grudnia dostarczono go do Warszawy celem przeprowadzenia testów. W nocy z 28 na 29 maja 2009 podczas testów na Centralnej Magistrali Kolejowej testowana lokomotywa pobiła rekord prędkości składu złożonego z lokomotywy i wagonów na polskich torach - 235 km/h.
W maju 2009 do Polski przybyła druga lokomotywa. 20 września 2009 Husarz został zaprezentowany podczas Dni Transportu Publicznego. 12 października miała miejsce jazda inauguracyjna pierwszego Husarza na trasie Warszawa Grochów - Kutno, na której Husarz prowadził skład Berlin-Warszawa-Express. Od 14 do 16 października jedna lokomotywa prowadziła ekspres Neptun (Warszawa Zachodnia - Gdynia Główna), a druga była prezentowana na targach Trako w Gdańsku. 28 października miała miejsce jazda inauguracyjna drugiej lokomotywy. Po przeprowadzeniu prób odbiorczych do 29 listopada obie lokomotywy prowadziły skład pociągu BWE na polskiej części trasy. Od 30 listopada do 7 grudnia lokomotywy wykorzystano do badania obciążeń dynamicznych obiektów mostowych na CMK.
W maju 2010 przewoźnik dysponował 6 Husarzami. 24 maja jeden z Husarzy został przydzielony do obsługi EuroCity Praha na odcinku Warszawa Wschodnia - Bogumin. 21 czerwca 2010 ostatni - 10. Husarz został dostarczony do Polski. W połowie lipca 2010 Husarze całkowicie przejęły obsługę BWE oraz EuroNight Jan Kiepura (Warszawa - Amsterdam) na odcinku Rzepin - Berlin.
28 maja 2011 EuroSpriner ES64U4 Husarz otrzymał bezterminowe świadectwo dopuszczenia do eksploatacji w Polsce.
Od 26 września do 1 października 2011 jedna z lokomotyw została wykorzystana do testów systemu ETCS na CMK. Ostatniego dnia testów odbył się próbny przejazd z pasażerami z prędkością 200 km/h.
Na czas Mistrzostw Europy w Piłce Nożnej 2012 lokomotywy oklejono kalkomaniami nawiązującymi do mistrzostw. Sześć jeździło w barwach państw biorących udział w Euro 2012, a cztery w barwach polskich miast-gospodarzy. Jednocześnie oklejono 10 lokomotyw EP09 w barwy pozostałych 10 krajów biorących udział w rozgrywkach.
Od 5 do 12 listopada 2012 jedna z lokomotyw została po raz kolejny wykorzystana do testów systemu ETCS na CMK.
W kwietniu 2013 lokomotywy przydzielono testowo do obsługi połączenia Berlin-Gdynia-Express, od czerwcowej korekty rozkładu jazdy Husarze mają stale obsługiwać BGE. W czerwcu dwie lokomotywy zostały oklejone w barwy Open’er Festival w ramach współpracy PKP IC z organizatorem festiwalu.
13 sierpnia 2013 pierwszy z Husarzy przejechał milion kilometrów.
We wrześniu 2016 lokomotywa EU44-006 była wykorzystywana do ciągnięcia zestawów wagonowych Talgo 250 należących do Kolei Rosyjskich podczas ich testów.
W drugiej połowie 2018 roku część lokomotyw otrzymała tymczasowe biało-czerwone barwy związane z obchodami 100-lecia odzyskania niepodległości.

##### ES64F4
W 2010 roku ze względu na trudną sytuację taborową PKP Intercity związaną z odstawieniem znacznej części lokomotyw EP09, podjęto decyzję o kilkumiesięcznym leasingu 5 EuroSprinterów ES64F4 (oznaczonej w Polsce serią EU45). Pierwsza z leasingowanych lokomotyw dotarła do Warszawy 7 kwietnia. Lokomotywy zostały skierowane m.in. do obsługi pociągów Berlin-Warszawa-Express i EuroNight Jan Kiepura. W połowie lipca 2010 Husarze (ES64U4) zastąpiły EuroSprintery ES64F4, które zostały zwrócone do właściciela - spółki Dispolok.
W marcu 2011 PKP Intercity ponownie wyleasingowało 2 EuroSprintery ES64F4 od MRCE Dispolok, które jeździły około miesiąca, a następnie zostały zwrócone właścicielowi.

#### Lotos Kolej
Po zakończeniu testów przez Przewozy Regionalne, lokomotywy przeszły do spółki Lotos Kolej, gdzie przez pewien czas były eksploatowane w ruchu towarowym.

#### PKP Cargo
Pod koniec lipca 2010 PKP Cargo pozyskało 2 EuroSprintery ES64F4 (oznaczone niemiecką serią E189 oraz polską EU45), a w sierpniu kolejne 2. Lokomotywy te będące własnością spółki Dispolok wcześniej były użytkowane przez PKP Intercity. W późniejszym czasie liczba wynajętych lokomotyw została zmniejszona do 2 sztuk. W związku ze zmniejszaniem liczby leasingowanych ES64F4, PKP Cargo stanęło przed koniecznością szybkiego pozyskania podobnej lokomotywy, co zaowocowało podpisaniem umowy 3 października 2011 z Siemensem na dostawę jednej ES64F4, która została dostarczona następnego dnia.
Ogółem w listopadzie 2012 roku przewoźnik użytkował 1 własną oraz 8 leasingowanych ES64F4. W związku z zakupem Siemens Vectron, oraz wygasającą umową leasingu w marcu 2016 roku pięć lokomotyw zwrócono leasingodawcy. We wrześniu kolejne dwa egzemplarze zostały zwrócone. W marcu 2017 roku do MRCE Dispolok został zwrócony ostatni EuroSprinter.
Obecnie PKP Cargo dysponuje tylko jednym egzemplarzem lokomotywy EU45 o numerze bocznym 846.

#### ITL Polska
Spółka ITL Polska posiadała od 2012 roku trzy sztuki lokomotyw E189, które przewoźnik dzierżawił do 2013 roku